# إيالة أنقرة
إيالة أنقرة (بالتركية العثمانية: إيالت آنقره) هي إيالة عثمانية تضم أجزاءً من تركيا اليوم.

## التقسيمات الإدارية
1. سنجق قيصرية.
2. سنجق يوزغات.
3. سنجق أنقرة.
4. سنجق جانقري.[3]